# Huis te Druten
Het Huis te Druten was een omgracht adellijk huis in het Nederlandse dorp Druten, provincie Gelderland. Het huis is in de 19e eeuw afgebroken, maar de omgrachting is nog herkenbaar in het landschap. Het voormalige kasteeleiland is eind 20e eeuw opnieuw bebouwd.
Hoewel het Huis te Druten eruitzag als een kasteel, kan het niet als zodanig worden getypeerd. Het huis werd pas in de 17e eeuw gebouwd en voor zover bekend is er geen sprake van een oudere voorganger. Tijdens archeologisch onderzoek in 1987 zijn er ook geen aanwijzingen gevonden dat er op de plek van het Huis te Druten een middeleeuws kasteel heeft gestaan.

## Geschiedenis
Sinds 1076 was er al sprake van de heren van Druten. Zij verkochten in 1483 de heerlijkheid Druten aan Arnold Schenck van Nijdeggen. In 1485 kocht Johan Schenck van Nijdeggen een stuk grond met de naam Scharpe Esse, waarop zijn nazaat Hendrik Schenck van Nijdeggen in 1648 het Huis te Druten bouwde. Hij zou dit huis al in 1650 verpachten aan Herbert Cornelissen. Toen Hendrik in 1664 overleed, erfde zijn neef Christoffel de heerlijkheid en het huis. Christoffel kampte waarschijnlijk met geldgebrek en verkocht rond 1680 alle bezittingen in Druten aan Johan van der Molen. Toen Johans dochter Jeanette-Agnes in 1684 trouwde met Steven van Delen, kreeg zij huis en heerlijkheid Druten als bruidsschat mee.
Tussen 1720 en 1730 heeft Jan Hendrik van Delen het huis laten uitbreiden.
Na het overlijden van Steven van Delen III lieten zijn erfgenamen rond 1866 het Huis te Druten slopen. Alleen de theekoepel aan de Waalbandijk en een bouwhuis bleven gespaard.
In 1987 vond archeologisch onderzoek plaats. Hierna werden de grachten hersteld en vond er nieuwbouw plaats.

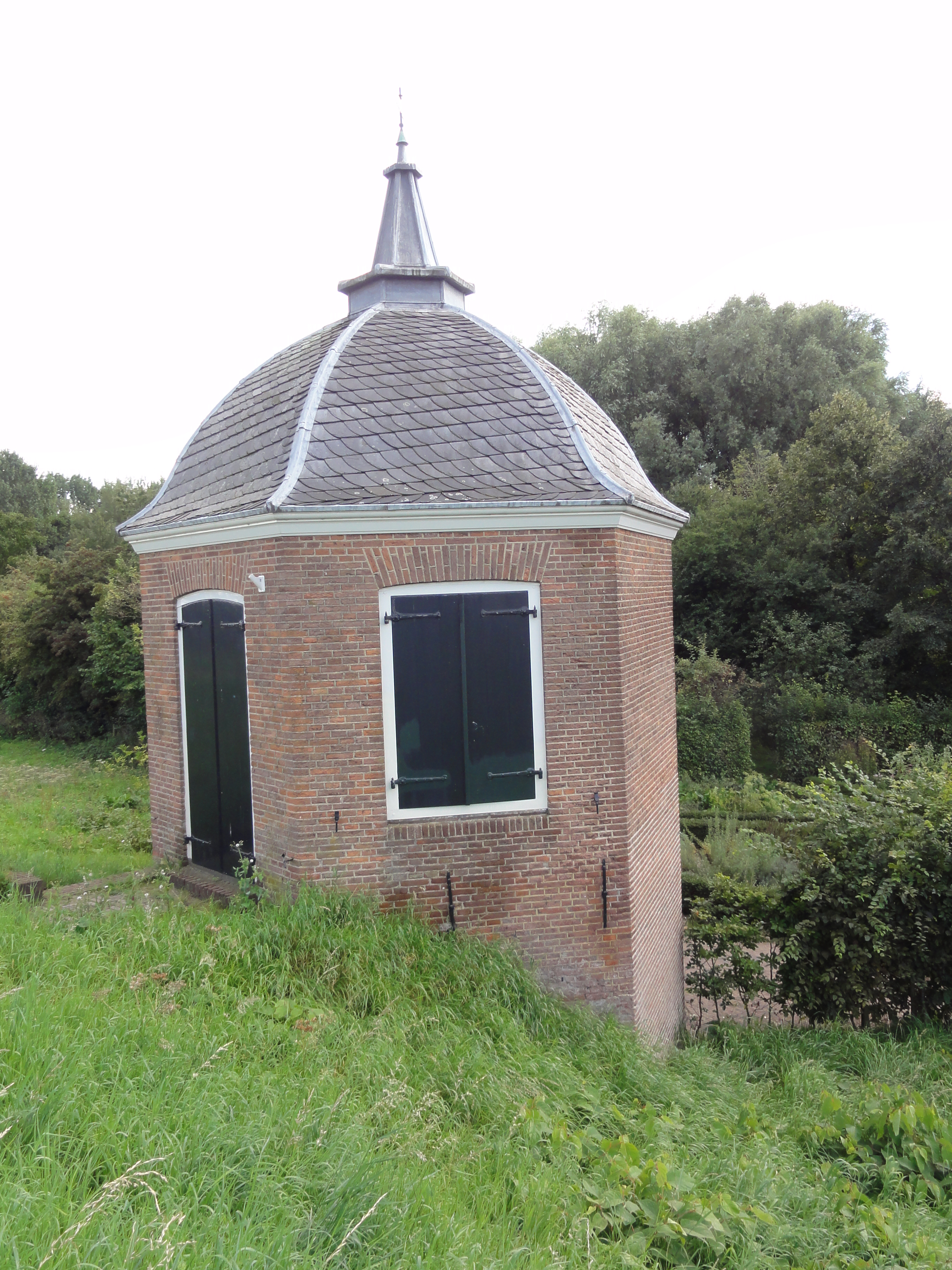
Het theekoepeltje aan de dijk

## Beschrijving
Het Huis te Druten is in twee fasen gebouwd. De eerste dateert uit 1648 en betreft een omgracht, rechthoekig gebouw van twee bouwlagen en een souterrain, afgedekt door een hoog schilddak. Het huis had een afmeting van circa 18 bij 11 meter.
Tussen 1720-1730 werd op de oostzijde van het terrein een rechthoekig poortgebouw opgetrokken van circa 17 bij 8 meter. Dit gebouw had één bouwlaag, afgedekt door een zadeldak tussen topgevels. De binnenplaats die nu was ontstaan tussen het hoofdgebouw en het nieuwe poortgebouw, werd aan weerszijden met muren afgesloten.
Aan de zuidoostkant van het huis was de neerhof met een bouwhuis gelegen. Het gehele terrein werd door een singel omgeven. Aan de Waalbandijk werd in de 18e eeuw een theekoepeltje geplaatst. Dit theekoepeltje is bewaard gebleven en als rijksmonument geclassificeerd.
In de jaren 90 van de 20e eeuw werd het kasteelterrein opnieuw bebouwd, waarbij de grachten zijn hersteld. De originele stenen boogbrug biedt toegang tot de neerhof, waarop een huis staat dat waarschijnlijk nog restanten bevat van het oude bouwhuis. Op het kasteeleiland zelf is een nieuw poortgebouw opgetrokken, naar voorbeeld van het 18e-eeuwse exemplaar. Tevens is er een woonhuis gebouwd.
Aalst · Aardenburg · Acquoy · Aerdt · Agistaldaburg · Ahof · Aldenhaag · Aller · Ambe · Ammersoyen · Ampsen · Andelst · Angeroyen · Appelburg · Appelse walburg · Appeltern · Arler · Baak · Babberich · Baer · Baerle · Bakerbosch · Balgoij · Barlham · Batenburg · Beek · Beerenclaauw · Bemmel · Bevervoorde · Bergh · Biljoen · Bingerden · Blankenborg (Laren) · Blankenborg · Blauwe Huis · Blokhuis (Ravenswaaij) · Boelenham · Boetselaersborg · Borculo · Boswaai · Brakel · Den Brakel · Den Bramel · Bredevoort · Broekhuizen · Bronkhorst · Bruchem · Bruinhorst · Brunsberg · Bulkestein · Bunswaard · Burcht van Tiel · Buren · De Buurse · Byland · Byvanck · Caetshage · Camphuysen · De Cannenburch · de Cloese · Coldenhove · Culemborg · Dedinckweerd · Delwijnen · Didam · Diepenbroek · Hof te Dieren · Huis Dijck · Dikke Tinne · Doddendaal · Dodewaard · Doornenburg · Doornik · Doorwerth · Dooyenburg · Dorth · Doseburg · Drakenburg · Dreumel · Druten · Duivelshuis · Eerbeek · De Ehze · Elburg · Eldrik · Emmerik · Engelenburg · Groot Engelenburg · Engelrode · Enghuizen · Enspijk · De Essenburgh · Essenpas · Est · Fokkinck · Gameren · Geerestein · Geldermalsen · De Gelderse Toren · Geldersweerd · Gellicum · Gendt · Gennepestein · Glindhorst · Goudenstein · ‘s-Grevenhoef · Groot Hell · Groenlo · Groesbeek · Huis te Groesbeek · Grunsfoort · Gulden Spijker · Hackfort · Hackforts Veenhuis · Hagen · Hagevoort · Hamerden · Hanepol · Harreveld · Harslo · Hassink · Het Haveke · Hedel · Heeckeren · De Heegh · Hees · De Heest · Hellouw · Hemmen · Hernen · Motte van Hernen · Heumen · Heusden · Hoekelum · Hoekenburg · De Hoeve · De Hof · Hof d'Ooy · Hof van Arkel · Huis het Holt · Holthuis · Het Holtslag · Ter Horst · Houberg · St. Hubertus · Huissen · Hulhuizen · Hulkestein · Hulsen · Hunneschans bij De Duno · Hunneschans bij Uddel · Jonker Bloo · 't Joppe · De Kamp · Karssenberg · Kemnade · Keppel · Kermestein · Kernhem · Kervel · Kiefskamp · De Kinkelenburg · Klein Enghuizen · Kleverburg · Kortenhoeve · Laag Helbergen · Lakenburg · Landfort · Langen · Latenstein · De Lathmer · Lathum · Ter Lede · Leegpoel · Leemcuyl · Leeuwen · Leeuwenbergh · Lensenburg · Lent · Leur · Leuvenum · Leyenburg · Lichtenvoorde · Lievenstein · Loenen · Loevestein · Loil · Loowaard · Luynhorst · Hof te Maasbommel · Magerhorst · Malburgen · Malderburcht · Malsen · Manhorst · Marhulsen · De Marsch · Marveld · Mathena · Maurik · Medel · Medestein · 't Medler · Meinerswijk · De Mellard · Mensink · Mergelp · Meteren · 't Meyerink · Middachten · Millingen · Mussenberg · Nagelhorst · Nederhagen · Nederhemert · Neerijnen · Huis Neerijnen · De Nesch · Nettelhorst · Nieuwe Blokhuis ·  Nijburg · Nijenbeek · Old Putten · Notenstein · Nye Huis · Olde Spijker · Oldenaller · Oldenhof (Driel) · Oldenhof (Heteren) · De Ooij · Oolde · Oud Oolde · Oosterhout · Ophemert · Opijnen · Oud Ampsen · Oude Blokhuis · Het Oude Loo · Oude Voorst · Oudenborch · Oud-Wisch · Huis te Overasselt · Overeng · Overhagen · Overlaar · 't Oye · Palmestein · De Parck · Persingen · Plekenpol · Ploen · Pluimenburg · Poederoijen · Poelwijck · Poelwijk · De Pol (Dreumel) · Huis de Poll (Huis te Gietelo) · De Poll (Huissen) · Pollenbering · Pollenstein · Puttenstein · Het Raasink · Ravenhorst · De Rees · Ressen · Reuversweerd · Reygersfoort · Rhijnestein · Huis Rijswijk · Rode Toren · Roode Wald · Rosande · Rosendael · Rossum · Rumpt · Ruurlo · Rijsselt · Schadewijk · Schaffelaar · Scherpenzeel · Schoonbroek · Schoonderbeek · Schoonenburg · Schuilenburg · Schuilkerke · Hof te Seelbeek · Sevenaer I · Sevenaer II · Sinderen (Oude IJsselstreek) · Sinderen (Voorst) · Slangenburg · Sleeburg · Slimsijp · De Snor · Soelen · Spaansweerd · Spaldorp · Spijk · Staverden · Sterkenburg · Swanepol · Tarthorst · Teisterbant (Kerk-Avezaath) · Teisterbant (Kerkdriel) · Ter Dicke · Tolhuis · Tolhuis (Tiel) · Tollenburg · Tongerlo · Toren van Wely · Tuil · Ubbergen · Uilenburg (Ewijk) · Uilenburg (Heteren) · Ulenpas · Ulft · Upladen · Valburg · Valkhofburcht · Valkhofpalts · Vanenburg · Varik · Hof te Varsseveld · 't Velde · Velhorst · Verwolde · Vierakker · De Voorst · Voorstonden · Vorden · Vosbergen · Vredenburg · Vredestein (Driel) · Vredestein (Ravenswaaij) · Vuren · Waardenburg · Waddestein · Wadenoijen · Waede · Wageningen · Walfort · 't Waliën · De Wardt · Watergoor · Watermeerwijk · Wayenstein (Huis te Herwijnen) · Well (Huis van Malsen) · Weijenrade · Westenburg · Westerholt · Weurt · De Wiersse · Wijenburg (Echteld) · De Wildenborch · De Wildt · Wilp · Wilperhorst · Winssen · Wisch · Wychen · Wolfswaard · Woolbeek · Yrst · IJzendoorn · Zeeland · Zilveren Spijker · Zuilichem · Zwaluwenburg · Zwanenburg (Heerde) · Zwanenburg (Megchelen)